# Franz Carl Hasslacher
Franz Carl Hasslacher (* 20. Januar 1805 in Koblenz; † 7. Juni 1881 in Aachen) war ein preußischer Landrat und Polizeidirektor von Aachen.

## Leben

### Herkunft und Ausbildung
Franz Carl Hasslacher war der Sohn des katholischen Sattlers Anton Hasslacher und der Catharina Hasslacher, geb. Heislitz. Nach seiner Militärzeit in preußischen Diensten, erhielt er von 1821 bis 1823 eine erste Ausbildung auf der Forstakademie in Aschaffenburg. An diese anschließend studierte er bis 1826 an den Universitäten in Bonn und Berlin Rechtswissenschaften.

### Werdegang
Hasslacher begann seine Laufbahn als preußischer Verwaltungsbeamter mit seinem Eintritt bei der Regierung Koblenz, zum 12. Juni 1827 als Regierungsreferendar. Am 8. November 1833 dort zum Regierungsassessor ernannt, wurde er in gleicher Stellung zum 15. Juni 1835 an die Regierung in Aachen versetzt. Nachdem zum 15. April 1836 der bereits seit Jahren gesundheitlich leidende Landrat des Landkreises Aachen Karl Rudolf von Strauch aus dem Dienst geschieden war, wurde Hasslacher zunächst und zum gleichen Termin kommissarisch mit der Wahrnehmung dieses Amtes betraut. In der Folge einer Präsentationswahl (9. August 1836) und seine definitive Ernennung (21. November 1836) erhielt er dann am 23. Januar 1837 die formelle Einführung in sein Amt. In Personalunion leitete er seit dem 1. Juli 1850 auch die Aachener Polizeidirektion. Der Polizeidirektor war zugleich Landrat des Stadtkreises Aachen. Bis zu der definitiven Übertragung dieses Amtes am 16. August 1853 versah er formell weiterhin das Landratsamt des Kreises Aachen. Allerdings wurde er dort seit dem 3. Juli 1850 kommissarisch von Georg Hasenclever vertreten. Zum 1. Januar 1864 trat Hasslacher in den Ruhestand.

## Familie
Seit dem 9. September 1839 (Köln) war Franz Carl Hasslacher mit Marie Mertens (* 3. Juni 1817 in Köln; † 3. September 1893 in Aachen) verheiratet. Sie war die Tochter des Bankiers und Gutsbesitzers Joseph Ludwig Mertens und der Sibylle geb. Schaaffhausen, genannt die Rheingräfin und so eine Enkelin des Kölner Bankiers Abraham Schaaffhausen. 